# Bibliotečki fondovi po nameni
Bibliotečki fondovi čine skup publikacija sa kojima biblioteka raspolaže.

## Pozajmni fond
Osnovni fond biblioteke koji sadrži sve vrste građe namenjene korisnicima. Najpotpuniji i najočuvaniji deo bibliotečkog fonda. Može biti tako sistematizovan da sadrži više celina čiji broj zavisi od učestalosti zahteva korisnika za određenom vrstom literature. Moguće je grupisanje na beletristiku, udžbenike, stručnu literaturu, dečiju literaturu ili na naučne grupe u skladu sa nekim od usvojenih principa decimalne klasifikacije.

## Fond za razmenu
Predstavlja zasebnu celinu koja je formirana od publikacija kojih ima u više primeraka, ili koje se malo ili uopšte ne upotrebljavaju. Pretežni deo fonda čine publikacije koje su biblioteci poklonjene, a ne odgovaraju joj po profilu fondova. Pomoću takvih publikacija biblioteka može da dođe do značajnih dela putem razmene i popuni svoj osnovni fond građom koja je potrebna čitaocima.

## Fond duplikata
Sadrži drugi i svaki sledeći primerak osnovne publikacije. Sastoji se od naslova koji su najviše u upotrebi, pa su zbog toga i nabavljeni u više primeraka. Smešten je na istom mestu gde i prvi primerak radi što bolje dostupnosti.

## Fond suvišaka
Formira se od primeraka koji nisu u upotrebi jer im je prošla aktuelnost ili su dobijeni neadekvatnim poklonom, pa po svojoj sadržini ne odgovaraju profilu korisnika određene biblioteke.  Ako se ove publikacije ne mogu iskoristiti za razmenu, šalju se u vidu poklona bibliotekama u čije fondove takva građa po svojoj strukturi može da se uklopi, a ako ni to nije moguće, materijal se prodaje kao stara hartija.

## Pokretni fond
Predstavlja jedan od oblika dostupnosti publikacija korisniku. Karakterističan je za opštinske narodne biblioteke čiji je integralni deo. Osnovni zadatak je da podiže kulturni i obrazovni nivo stanovništva određenog naselja. Knjižni fond ima 10000-15000 svezaka, treba da je aktuelan i da se stalno obnavlja. Fond se do korisnika prenosi bibliobusom čiji je kapacitet do 2000 svezaka, i specijalno je opremljen za prenošenje knjiga. Sređen je po odgovarajućim logičkim celinama ili po UDK grupama.

## Zavičajni fond
Obuhvata štampanu i na drugi način umnoženu bibliotečku građu koja je tematski, poreklom autora ili izdavačko-štamparskom produkcijom vezana za teritoriju gde je locirana biblioteka. Zavičajna građa se čuva u arhivima, bibliotekama i muzejima. Čvrste granice između fondova koje formiraju ove institucije ne postoje, ali u praksi izvorni materijal pripada arhivima, štampani bibliotekama, a likovni muzejima  U mestima gde nisu formirani zavičajni muzej i arhiv, opštinska narodna biblioteka je dužna da prikuplja sav pisani i štampani materijal na određenoj teritoriji.

## Fond priručnika
Obuhvata literaturu opštenaučnog karaktera koja donosi aktuelne informacije iz svih oblasti ljudskog znanja u sažetoj formi i sistematski prikazano  Ovaj fond često prerasta u referensnu zbirku, čiji sadržaj odgovara funkciji i zadatku biblioteke u kojoj je takva zbirka formirana.